# Стримерша Карина
Стри́мерша Кари́на (настоящее имя — Кари́на Ко́зырева (или Сычёва); род. 31 марта 1998, Белгород, Россия) —  русскоязычный стример, летсплеер и видеоблогер. Одна из популяризаторов жанра «летсплей» в России. Ведёт трансляцию своих игр в прямом эфире («стримы») с помощью сервиса Twitch, а также канал на видеохостинге YouTube. Зрители в прямом эфире делают Карине добровольные пожертвования («донат») с текстовым сообщением, которое зачитывается голосовым роботом. Как пишет The Village, в результате получается «некое подобие шоу, на характер которого влияет не только сам игрок, но и его подписчики». Часто сообщения подписчиков содержат оскорбления. Ранее комментарии Карины отличались невежливостью и сквернословием.

## Биография и карьера
По утверждению самой Карины, она родилась в России, до 13 лет жила в Белгороде. Переехала в Италию с матерью, училась в колледже Istituto Superiore Carlo Dell’Acqua в Леньяно, по профессии дизайнер одежды. Увлекается играми с 12 лет, начинала с азиатских многопользовательских онлайн-игр (вроде Perfect World), в Dota играла с 2013 года.
По словам блогера Александра Гусара, самые первые записи стримов Карины были выдержаны в другом стиле: «Там вообще другая атмосфера, нет этой ненависти». Позднее Карина, по его мнению, стала копировать другой западный проект — агрессивный образ девушки-стримера. Её Twitch-канал создан 14 августа 2015 года, в том же месяце на нём появилось первое видео. Как сказала Карина, первые полгода она вела трансляцию с помощью iPad (вместо веб-камеры) и слабого «двухъядерного» ноутбука, по её словам, изначально это был «некоммерческий проект» под названием «Шкурагейминг» как пародия на других девушек-игровых стримеров, название «Стримерша Карина» придумали другие СМИ. Накопив денег, она приобрела более мощный компьютер и улучшила качество трансляций, что, по её мнению, повлияло на рост популярности. Также она считает, что её аудитория выросла благодаря ролику «Ламповая тян», который попал в крупные сообщества «ВКонтакте». Одно из её видео «Сложно, сложно» появилось в тот период в сообществе MDK с семью миллионами подписчиков.
Карина играла в игры Dota 2, а также Counter-Strike, H1Z1, Minecraft, League of Legends, Hearthstone и другие. Она реагирует на сообщения зрителей: передает приветы и воздушные поцелуи, показывает пальцами «сердечки», пишет во «ВКонтакте», говорит «Спаси-ибо!», ругается в ответ на оскорбления (её нецензурный ответ на одно из сообщений стал мемом: «Иди ***, сука, завали *, *!!!»), но при этом ранее не блокировала пользователей. Иногда во время трансляций вместо игры готовит и употребляет пищу. «Российская газета» писала, что пользователи «были в восторге» от нецензурной лексики блогера.
По оценке издания TJ, сумма пожертвований превысила 850 тысяч рублей за январь 2016 года, по оценке Газета.ru — это сумма за полгода, «The Village» приводит оценку российского стримера, согласно которой общая сумма составила около 2 млн рублей. По утверждению телеканала «Россия-24», её месячный доход — около 1 млн рублей. В 2018 году минимальный размер пожертвования составляет 50 рублей (ранее — 15 и 30 рублей). В репортаже телеканала «Дождь» говорилось, что максимальная сумма пожертвования от одного зрителя достигала нескольких тысяч долларов; по данным журнала «Афиша», она составила 3500 долларов. Также за плату у неё можно получить «сигны» (фото с подписанным листом бумаги). Карина получает доход от рекламы, она рекламировала игру War Thunder и другие. Она отметила, что не против политической рекламы у себя, если это способствует развитию страны и прогрессу, а также не является «антинародной инициативой».
Число зрителей онлайн на канале Карины на Twitch достигало 20 тысяч, что «Канобу» считает «беспрецедентным» уровнем. В начале мая 2016 года её канал Twitch заблокировали за некие нарушения, Карина выпустила по этому поводу видео, где она плачет. Однако 8 мая канал возобновил работу, причинам блокировки она посвятила шуточное видео. По состоянию на май 2016 года, по словам одного из стримеров, популярность Карины хотя и снизилась, но оставалась стабильно высокой: её смотрели около 5-6 тысяч зрителей, а канал имел около 300 платных подписчиков. Карина говорила, что относится к стримингу как к хобби, но для неё это «постепенно превращается в работу».
Комментируя инициативу депутата Госдумы обложить стримеров и видеоблогеров налогом, издание «Канобу» предположило, что тот узнал о доходах Карины. Во время визита контент-директора Twitch Джона Кэрнейджа в Москву журналист издания Gmbox рассказал ему о Карине, Кэрнейдж ответил, что ему не важно, как именно появляются подписчики у канала.
14 июня 2016 года количество подписчиков на YouTube канале Карины превысило отметку в 500 тысяч, чему она посвятила отдельное видео, также заявив, что планирует сократить количество стримов до 2-3 раз в неделю, и больше заниматься каналом на YouTube.
Карина была специальным гостем в трансляции турнира The International по игре Dota 2 на площадке «Одноклассники» в августе 2016 года. В конце августа провела первую тестовую трансляцию своей игры в социальной сети «ВКонтакте» (с 21 сентября «ВКонтакте» официально приступила к трансляциям игр, заявив о начале конкуренции с Twitch). После очередной краткосрочной блокировки канала на Twitch высказала мнение о предвзятом отношении американского руководства компании к российским стримерам. С 24 мая 2017 года начала трансляции на платформе «Одноклассники».
30 декабря 2017 года на канале Карины появилось видео с её версией истории.
В апреле 2018 года Карина отметила, что «стримы» проводит один-два раза в неделю «исключительно ради подписчиков», много времени занимает подготовка фото и видео, в том числе для Инстаграм. В 2019 году она сказала, что стриминг «такая же работа, как, например, у журналистов».
В июне 2022 года открыла свой персональный веб-сайт с функциями сервиса OnlyFans для продажи интимных фотографий.

## Оценки
Блогер Enjoykin посвятил ей выдержанный в позитивном тоне музыкальный клип «Ламповая няша», набравший на YouTube 64 миллиона просмотров (по состоянию на 23 декабря 2023 года). Лента.ru озвучила гипотезу, что сам Enjoykin, предположительно, неким образом связан с Кариной.
В 2016 году Лента.ru назвала её «неоднозначной и одиозной звездой Рунета», «The Village» — видным популяризатором жанра летсплея в России, «Афиша» — «скандально известной стримершей», «Канобу» — «кривым зеркалом Рунета», представитель компании Yoola (ранее — VSP Group) — «флагманом Twitch».
Обозреватель телеканала «Дождь» Павел Лобков охарактеризовал проект Карины как финансово успешный стартап, а саму Карину назвал «it-girl». Ксения Собчак оценила переезд Карины в Италию как «утечку мозгов» из России.
По мнению научного сотрудника НИУ ВШЭ Полины Колозариди, в экономической части проекта Карины «воплощена идея о том, чтобы в интернете авторам платили за их контент напрямую, минуя издателей или продюсеров».
Казахстанский политолог Антон Морозов привёл Карину в качестве примера героя в интернетном мире молодёжи, который в настоящее время плохо изучен: «Там своя языковая политика и свой сленг. Своя экономика, причем с реальными деньгами. Там свои герои и антигерои».
Оппозиционный видеоблогер Дмитрий Иванов (kamikadze_d) утверждал, что Карина как летсплеер, находясь на «верхушке пищевой цепи» YouTube, получает «очень много бабла, но ей всё мало». Сама Карина называла слухи о доходах сильно преувеличенными.
В 2017 году видеоблогер Николай Соболев назвал Карину «наиболее ярким персонажем в русскоязычном сегменте Твича», при этом он предполагает, что это изначально был коммерческий проект для извлечения прибыли. По его мнению, на это указывают: дорогое геймерское кресло и профессиональный микрофон Карины, её модель поведения, продвижение роликов в интернете (сама Карина оспаривает это мнение).